# Модель нарушителя
Модель нарушителя (в информатике) — абстрактное (формализованное или неформализованное) описание нарушителя правил разграничения доступа.
Модель нарушителя определяет:
- категории (типы) нарушителей, которые могут воздействовать на объект;
- цели, которые могут преследовать нарушители каждой категории, возможный количественный состав, используемые инструменты, принадлежности, оснащение, оружие и проч.;
- типовые сценарии возможных действий нарушителей, описывающие последовательность (алгоритм) действий групп и отдельных нарушителей, способы их действий на каждом этапе.

Модель нарушителей может иметь разную степень детализации.
- Содержательная модель нарушителей отражает систему принятых руководством объекта, ведомства взглядов на контингент потенциальных нарушителей, причины и мотивацию их действий, преследуемые цели и общий характер действий в процессе подготовки и совершения акций воздействия.
- Сценарии воздействия нарушителей определяют классифицированные типы совершаемых нарушителями акций с конкретизацией алгоритмов и этапов, а также способов действия на каждом этапе.
- Математическая модель воздействия нарушителей представляет собой формализованное описание сценариев в виде логико-алгоритмической последовательности действий нарушителей, количественных значений, параметрически характеризующих результаты действий, и функциональных (аналитических, численных или алгоритмических) зависимостей, описывающих протекающие процессы взаимодействия нарушителей с элементами объекта и системы охраны. Именно этот вид модели используется для количественных оценок уязвимости объекта и эффективности охраны.

Под нарушителем в общем виде можно рассматривать лицо или группу лиц, которые в результате предумышленных или непредумышленных действий обеспечивает реализацию угроз информационной безопасности.
С точки зрения наличия права постоянного или разового доступа в контролируемую зону нарушители могут подразделяться на два типа:
- нарушители, не имеющие права доступа в контролируемую зону территории (помещения) — внешние нарушители;
- нарушители, имеющие право доступа в контролируемую зону территории (помещения) — внутренние нарушители.

Руководящим документом [2] в качестве нарушителя рассматривается субъект, имеющий доступ к работе со штатными средствами АС и СВТ.
Нарушители в указанном РД классифицируются по уровню возможностей, предоставляемых им штатными средствами АС и СВТ, подразделяются на четыре уровня.
Первый уровень определяет самый низкий уровень возможностей ведения диалога в АС — запуск задач (программ) из фиксированного набора, реализующих заранее предусмотренные функции по обработке информации.
Второй уровень определяется возможностью создания и запуска собственных программ с новыми функциями по обработке информации.
Третий уровень определяется возможностью управления функционированием АС, то есть воздействием на базовое программное обеспечение системы и на состав и конфигурацию её оборудования.
Четвертый уровень определяется всем объемом возможностей лиц, осуществляющих проектирование, реализацию и ремонт технических средств АС, вплоть до включения в состав СВТ собственных технических средств с новыми функциями по обработке информации.
При этом в своем уровне нарушитель является специалистом высшей квалификации, знает все об АС и, в частности, о системе и средствах её защиты.
Так же, модель нарушителя можно представить так:
1) Разработчик;
2) Обслуживающий персонал (системный администратор, сотрудники обеспечения ИБ);
3) Пользователи;
4) Сторонние лица.
Принятые сокращения:
- АРМ – автоматизированное рабочее место
- АС – автоматизированная система
- ВИ – видовая информация
- ВТСС – вспомогательные технические средства и системы
- ИСПДн – информационная система персональных данных
- КЗ – контролируемая зона
- КСЗ – комплекс средств защиты
- МЭ – межсетевой экран
- НДВ – недекларированные возможности
- НСД – несанкционированный доступ
- ОБПДн – обеспечение безопасности персональных данных
- ОС – операционная система
- ПДн – персональные данные
- ПМВ – программно–математическое воздействие
- ПО – программное обеспечение
- ППП – пакет прикладных программ
- ПРД – правила разграничения доступа
- ПЭМИН – побочные электромагнитные излучения и наводки
- РД – руководящий документ
- РИ – речевая информация
- СВТ – средства вычислительной техники
- СЗИ – система защиты информации
- СЗИ НСД – система защиты информации от несанкционированного доступа
- СЗСИ – система защиты секретной информации
- СНТП – специальное научно–техническое подразделение
- СПИ – стеганографическое преобразование информации
- СРД – система разграничения доступа
- СУБД – система управления базами данных
- СЭУПИ – специальные электронные устройства перехвата информации
- ТЗ – техническое задание
- ТКУИ – технический канал утечки информации
- ТСОИ – технические средства обработки информации
- УБПДн – угрозы безопасности персональных данных
- ЭВМ – электронно–вычислительная машина
- ЭВТ – электронно–вычислительная техника